# ميار النوري
ميار النوري، ممثل سوري، والده هو الممثل عباس النوري.
لم يتعلّق ميّار بالتلفزيون كثيراً رغم نجومية والده التي فتحت أمامه الطرق في سنّ مبكّرة. فضّل بناء شخصية مستقلة ومساراً خاصاً به. درس الغرافيك في لندن، ثمّ طار إلى فلوريدا لدراسة السينما في جامعة «فول سايل» المرموقة، محققاً عدداً من الأفلام الدراسية ومنها مشروع تخرّجه «التقاء العقول» (2013). 
من أول أعماله التلفزيونية كانت في مسلسل (طالع الفضة) من بطولة والده (عباس النوري) ومجموعة من الممثلين المرموقين.

## الإعمال
- صدر الباز: 2016
- صرخة روح 3: 2016
- دنيا 2015: 2015 - مازن
- الغربال (ج1، 2): 2014، 2015 - جابر

- تعب المشوار: 2011 - هاني
- طالع الفضة: 2011 - محمود
- صورة: 2002 - فيلم - حنا
- طابة أمل - فيلم قصير - تأليف وإخراج
- ترتيب خاص - مسلسل - إخراج